# Dornas
 Dornas  es una población y comuna francesa, ubicada en la región de Auvernia-Ródano-Alpes, departamento de Ardèche, en el distrito de Tournon-sur-Rhône y cantón de Le Cheylard.

## Demografía
| 485 | 379 | 317 | 276 | 269 | 247 |
| Para los censos de 1962 a 1999 la población legal corresponde a la población sin duplicidades (Fuente: INSEE [Consultar]) |     |     |     |     |     |